# Maxwell Davenport Taylor
Pour les articles homonymes, voir Taylor.
Maxwell Davenport Taylor, né le 26 août 1901 à Keytesville, Missouri, mort le 19 avril 1987 à Washington, est un général et diplomate américain.
Diplômé de West Point, il commande pendant la Seconde Guerre mondiale la 101e division aéroportée, puis est conseiller du président Kennedy, Chairman of the Joint Chiefs of Staff, et ambassadeur au Sud Viêt Nam.

## Enfance et vie privée

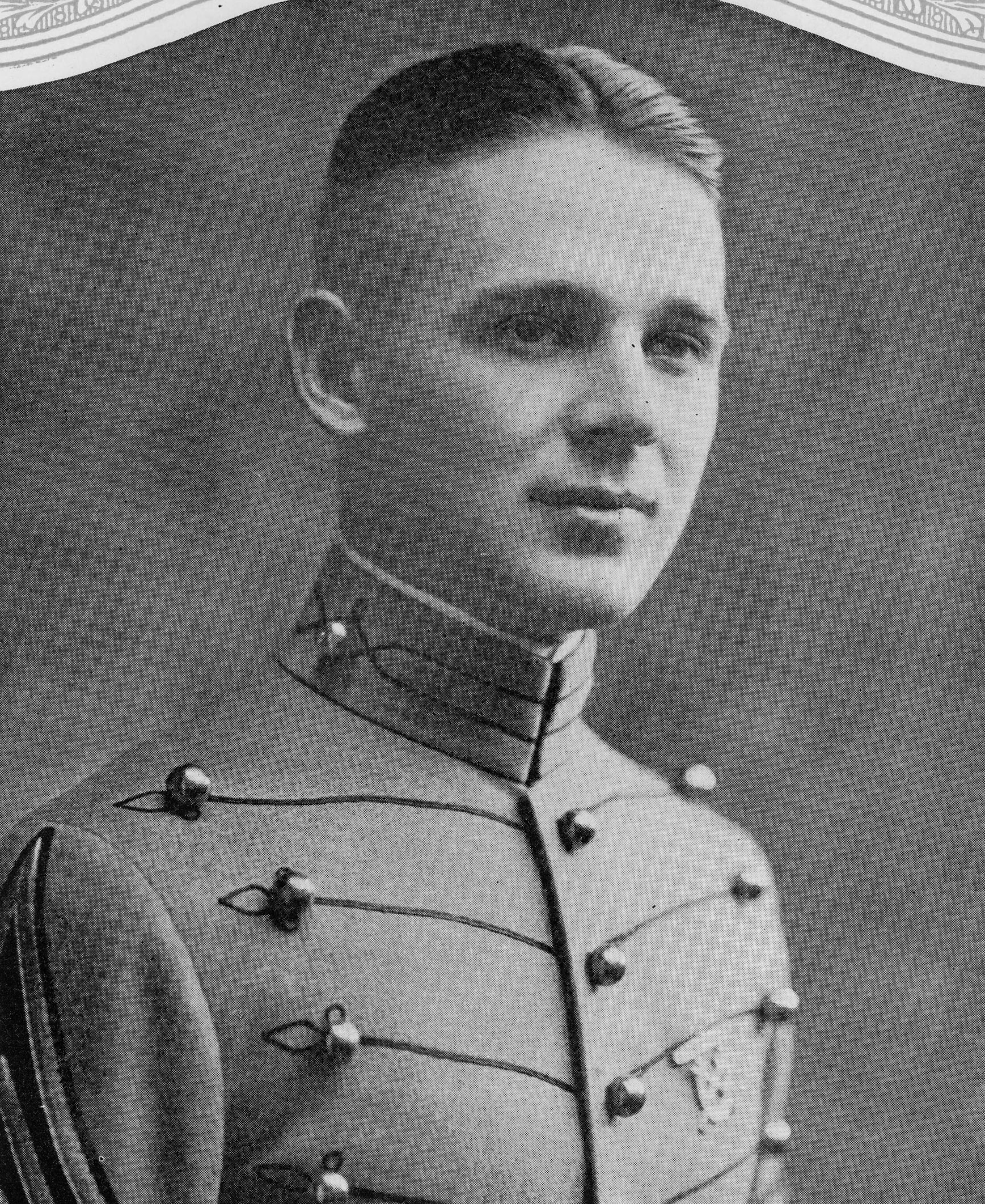
Portrait de Maxwell Davenport Taylor pris à West Point en 1922

Maxwell Taylor naît dans une petite ville du Missouri. Il est le fils unique d'un avocat, John Earle Taylor, et de Pearle Taylor (née Davenport). Influencé par les récits de la guerre de Sécession, côté confédéré, de sa grand-mère, il décide très tôt de s'engager dans une carrière militaire.
Excellent en langues, parlant le latin, le grec, le français et l'espagnol, il réussit l'examen d'entrée à West Point mais rate celui de l'Académie navale d'Annapolis en raison de lacunes en géographie.
En 1925, il épouse Lydia Gardner Happer, avec laquelle il a ensuite deux fils, John Maxwell et Thomas Happer Taylor.

## Début de carrière
Brillant étudiant, plus jeune diplômé de sa promotion en 1922, il rejoint le corps du Génie comme second lieutenant, avant d'être affecté dans le Maryland puis à Hawaï et dans l'État de Washington.
Son avancement est ralenti par l'absence de conflit entre les deux guerres : il est transféré à la 10e Division d'artillerie en 1926 où il est promu capitaine en 1935.
Poursuivant une carrière plus diplomatique que militaire au sein de l'US Army, il est affecté à Paris puis il devient professeur de français et d'espagnol à West Point, avant d'être envoyé à l'ambassade des États-Unis de Tokyo pour y apprendre le japonais. En 1939, il est attaché militaire à Pékin.

## Seconde Guerre mondiale

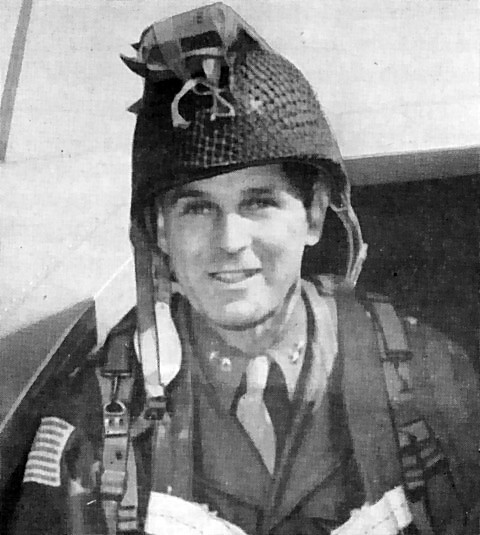
Maxwell D. Taylor en tenue de parachutiste.

Au début de la guerre, Taylor est chef d'état major du général Ridgway, le commandant de la 82e division d'infanterie US, division ensuite transformée en division aéroportée. Il est promu général en 1942 et participe, avec sa division, à l'invasion de la Sicile et de l'Italie en juillet 1943 durant l'opération Ladbroke.
En 1943, en raison de ses compétences diplomatiques et linguistiques, Taylor est envoyé en mission secrète à Rome pour coordonner avec le gouvernement italien un parachutage de la 82e division aéroportée. Le général Eisenhower a affirmé plus tard que « les risques qu'il prit étaient plus grands que ce que je ne demanderais jamais de prendre à aucun autre agent ou émissaire pendant la guerre ». Plusieurs dizaines de kilomètres derrière la ligne de front, Taylor est en effet tenu de porter son uniforme américain, pour ne pas être considéré comme espion en cas de capture. Il rencontre le nouveau Premier ministre italien, le maréchal Pietro Badoglio : un parachutage à proximité de Rome est envisagé pour prendre la ville. Mais, les troupes allemandes manœuvrent pour occuper les zones de largage prévues ; Taylor, informé, adresse alors un message au commandement américain pour demander l'annulation du parachutage, ce message arrive à temps bien que les avions aient déjà décollé, ce qui évite une probable mission suicide.
La mission dangereuse accomplie par Taylor à l'arrière des lignes ennemies attire l'attention du commandement allié.
Après les campagnes en Méditerranée, Taylor est nommé commandant de la 101e division aéroportée US, en cours d'entraînement en Angleterre, après la défection de son 1er commandant, William C. Lee, atteint par une crise cardiaque.
Dans la nuit du 5 au 6 juin 1944, Taylor saute sur la Normandie avec ses hommes, dans le cadre de l'opération Albany. Il est ainsi le 1er général allié à poser le pied en France le jour J.
Il rejoint une colonne menée par le lieutenant-colonel Ewell (3/501 PIR), comptant également dans ses rangs le général McAuliffe, qui s'empare de la sortie 1 à Poupeville, à l'est d'Utah Beach, assurant le débouché des troupes de débarquement. Il dirige la 101e division aéroportée pendant tout le reste de sa participation à la bataille de Normandie, défendant notamment Carentan contre une importante contre-attaque allemande le 13 juin, jusqu'à sa relève par la 83e division d'infanterie le 29 juin. Il est près de se faire tuer par un tireur embusqué allemand qui, lors d'une cérémonie à Carentan, le 24 juin 1944, abat en lieu et place la fillette de 4 ans qui lui apporte un bouquet de fleurs.
Il commande la 101e division aéroportée pendant le reste de la guerre, notamment au cours de l'opération Market Garden ; il est néanmoins absent au moment du plus haut fait d'armes de sa division, le siège de Bastogne, pendant la bataille des Ardennes : il est en effet retenu par une conférence d'état-major aux États-Unis et son intérim est assuré par le commandant d'artillerie de la division, Anthony McAuliffe. 
Le général Taylor qualifie ensuite la défense de Bastogne comme étant le « point d'orgue » des actions de la 101e division aéroportée au cours de la guerre  et il considère son absence comme étant un de ses plus grands regrets.

## Après la guerre
De 1945 à 1949, Taylor est nommé Superintendant à West Point. En 1947, il rédige la première version du « Code d'Honneur des Cadets de West Point ». Il est ensuite nommé commandant des troupes alliées stationnées à Berlin, entre 1949 et 1951.
En 1953, il participe à la guerre de Corée et dirige jusqu'en 1955 la 8e armée.
De 1955 à 1959, il est Chief of Staff of the United States Army, succédant à son mentor le général Matthew Ridgway. Au cours de son mandat, il tente de modifier l'organisation de l'Armée de terre et de restructurer les divisions d'infanterie pour les adapter à l'ère de la guerre nucléaire. Certains observateurs ont ensuite jugé ces modifications comme étant responsables des difficultés d'adaptation qu'a rencontrée l'armée américaine dans les combats de la guerre du Viêt Nam.
En 1957, lors de la "crise" de Little Rock, Arkansas, le président Eisenhower lui ordonne de déployer un millier de soldats de la 101e division aéroportée, pour forcer les autorités locales à accepter la déségrégation du lycée local.
En tant que Army Chief of Staff, Taylor critique publiquement la politique de défense de l'administration d'Eisenhower, intitulée New Look, qu'il trouve trop confiante dans les armes nucléaires et trop négligente vis-à-vis des forces conventionnelles. Il critique également les insuffisances de l'organisation du Joint Chiefs of Staff. Frustré par la non prise en compte de ses arguments par l'administration, le général Taylor se retire du service actif en juillet 1959. Il fait alors campagne publiquement contre la doctrine New Look, publiant en janvier 1960 un livre très critique : The Uncertain Trumpet.

## Guerre du Viêt Nam
Nommé par le président Kennedy à la tête d'une commission chargée d'enquêter sur l'échec du débarquement de la baie des Cochons, il reprend le service actif à la demande de Kennedy. Le 1er octobre 1962, ce dernier le promeut Chairman of the Joint Chiefs of Staff (Chef d'État-Major des armées), fonction qu'il occupe jusqu'en 1964.
Taylor, en tant que chef d’État-Major, joue un rôle important au cours des premiers mois de la guerre du Viêt Nam. Kennedy indique d’abord à Taylor que « l'indépendance du Sud Viêt Nam doit rester de la responsabilité du peuple et du gouvernement de ce pays », mais Taylor recommande rapidement d'envoyer 8 000 soldats américains dans la région. Il fait à ce propos un premier rapport destiné au gouvernement et aux divers chefs d’état-major des armées, et on lui demande de confirmer cette décision d'envoyer des troupes au Viêt Nam : « Je ne me rappelle pas que quiconque se soit fortement opposé à ma recommandation, à l'exception d'une seule personne : le président. Le président ne voulait pas admettre que c'était la bonne décision... Son opinion personnelle était vraiment que les États-Unis ne devaient pas y envoyer des troupes au sol ».

## Seconde retraite et décès
Il démissionne à nouveau de l'armée et devient ambassadeur des États-Unis au Sud Viêt Nam, de 1964 à 1965, succédant à Henry Cabot Lodge, Jr..
Il devient ensuite conseiller spécial du président Johnson, en étant directeur du conseil consultatif du renseignement étranger pour le président, de 1965 à 1969, et simultanément président de l'Institut des analyses de Défense (en), le futur « think tank » du Pentagone qui entre autres publie le rapport STRAT-X sur les futurs systèmes d'armes nucléaires américains.
Le général Taylor meurt une quinzaine d’années plus tard à Washington, D.C. le 19 avril 1987, de la maladie de Charcot. Il est enterré au cimetière national d'Arlington.